# Bekanówka
Bekanówka – część wsi Sulinowo w Polsce, położona w województwie kujawsko-pomorskim, w powiecie żnińskim, w gminie Żnin.
W latach 1975–1998 Bekanówka administracyjnie należała do województwa bydgoskiego.